# Studebaker Avanti

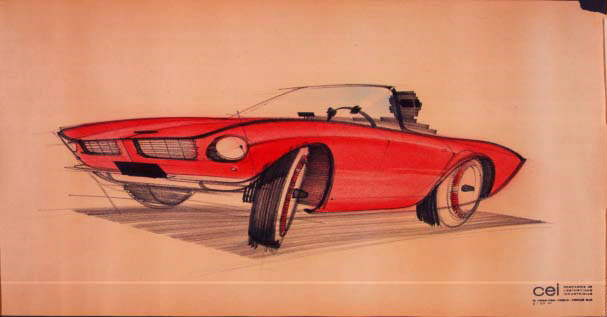
Ein Entwurf Loewys, der die Linien des Avanti vorwegnimmt

Der Studebaker Avanti war ein Sportcoupé. Er wurde ursprünglich von Juni 1962 bis Dezember 1963 vom amerikanischen Automobilhersteller Studebaker Corporation hergestellt.
Die Herstellung von den aus dem Konzern als Eigenmarke in die Unabhängigkeit entlassenen Avanti Motor Corporation mit gelegentlichen Überarbeitungen wurde bis in das Jahr 2008 hinein fortgesetzt.
Die für die damalige Zeit sehr fortschrittliche Karosserielinie wurde von einem Designerteam um den französischen Industriedesigner Raymond Loewy gezeichnet. Avanti heißt im Italienischen so viel wie vorwärts oder Fortschritt. In der Tat fiel der Avanti mit den erstmals an einem US-Auto serienmäßigen Scheibenbremsen vorne, glatter Front ohne Kühlergrill, auf Wunsch erhältlichen Sicherheitsgurten, Sicherheitstürschlössern und integriertem Überrollbügel sowie dem großen Augenmerk auf gute Aerodynamik, das die Designer walten ließen, sehr fortschrittlich aus.

## Ursprünge
Das Design des Avanti entstand in einer fünf Wochen dauernden Arbeitssitzung in einem Haus in Palm Springs, in der Nähe von Chefdesigner Raymond Loewys Heim. Der Entwurf verschaffte dem Avanti derart viele Freunde, dass das Modell den Untergang von Studebaker überlebte und noch jahrzehntelang in Handarbeit von Nachfolgefirmen als Avanti II weiterproduziert wurde.
Aufgrund der angespannten Finanzlage konnte Studebaker in die Avanti-Entwicklung nur wenig Geld investieren. Daher verfügte der so modern auftretende Avanti unter der Fiberglashülle über den Rahmen des Studebaker-Lark-Cabrios, der in seinen Ursprüngen auf das Jahr 1953 zurückging. Bei den Motoren griff das Werk auf den vorhandenen hauseigenen 4,7-l-V8 zurück, den es in mehreren Leistungsstufen gab.
Loewy entwickelte das Design des Avanti weiter. 1963 entwarf er eine viertürige Limousine sowie ein zweitüriges Fließheckcoupé mit Designelementen des Avanti. Der französische Karosseriehersteller Pichon-Parat baute von jedem Entwurf einen Prototyp; zu einer Serienfertigung kam es jedoch nicht.

## Motoren
In der R-1 genannten Grundversion leistete der im Avanti verwendete 4,7-l-V8 179 kW (240 Brutto-SAE-PS), die auf Wunsch erhältliche Version R-2 kam mit einem Paxton-Kompressor auf 216 kW (289 PS). Der hubraumgleiche Ford-V8 leistete zum Vergleich im Mustang 147 kW (210 PS), oder 156 kW (220 PS) mit Doppel-Registervergaser oder 199 kW (271 PS) in der Hi-Po genannten Hochleistungsversion.
Unter Mithilfe des Rennpiloten Andy Granatelli entwickelte Studebaker ferner einen R-3-Motor für den Avanti. Dafür wurde der 4,7-Liter-Motor zunächst auf 4,9 Liter, später auf 5,0 Liter aufgebohrt. Im R-3 kamen spezielle Zylinderköpfe mit wesentlich größeren Einlasskanälen und Ventilen, ein Aluminium-Einlasskrümmer, Sportauspuffkrümmer, schärfere Nockenwelle, Paxton-Kompressor und Carter AFB-Doppel-Registervergaser zum Einsatz. Damit kam der R-3 offiziell auf 250 kW (335 PS), Messungen auf dem Prüfstand sollen Werte um die 295 kW ergeben haben.
Stärkste Version des Studebaker-V8 war aber der R-5, der lediglich zu Versuchszwecken entwickelt wurde. Mit je einem Kompressor pro Zylinderbank kam dieses Triebwerk auf nicht weniger als 429 kW (575 PS). Zum Einsatz kam der Motor in Granatellis Avanti Duecento genannten Spezialauto, mit dem er die Grenze von 200 Meilen pro Stunde (323 km/h) knacken wollte. Allerdings kam Granatelli bei den Rekordfahrten in Bonneville lediglich auf 316,36 km/h.
Im Sommer und Herbst 1963 führte Granatelli mit einem serienmäßigen Avanti mit R-3-Motor auf dem Salzsee bei Bonneville Rekordfahrten durch. Dabei erreichte er eine Höchstgeschwindigkeit von knapp 275 km/h und stellte 34 US-Rekorde auf, was Studebaker damals ermöglichte, den Avanti als „Schnellstes Serienauto der Welt“ zu bewerben.
Der Motor des Avanti wurde 1965 für die ersten Modelle des Neo-Klassikers Excalibur Series I verwendet.

## Herstellung bei Studebaker

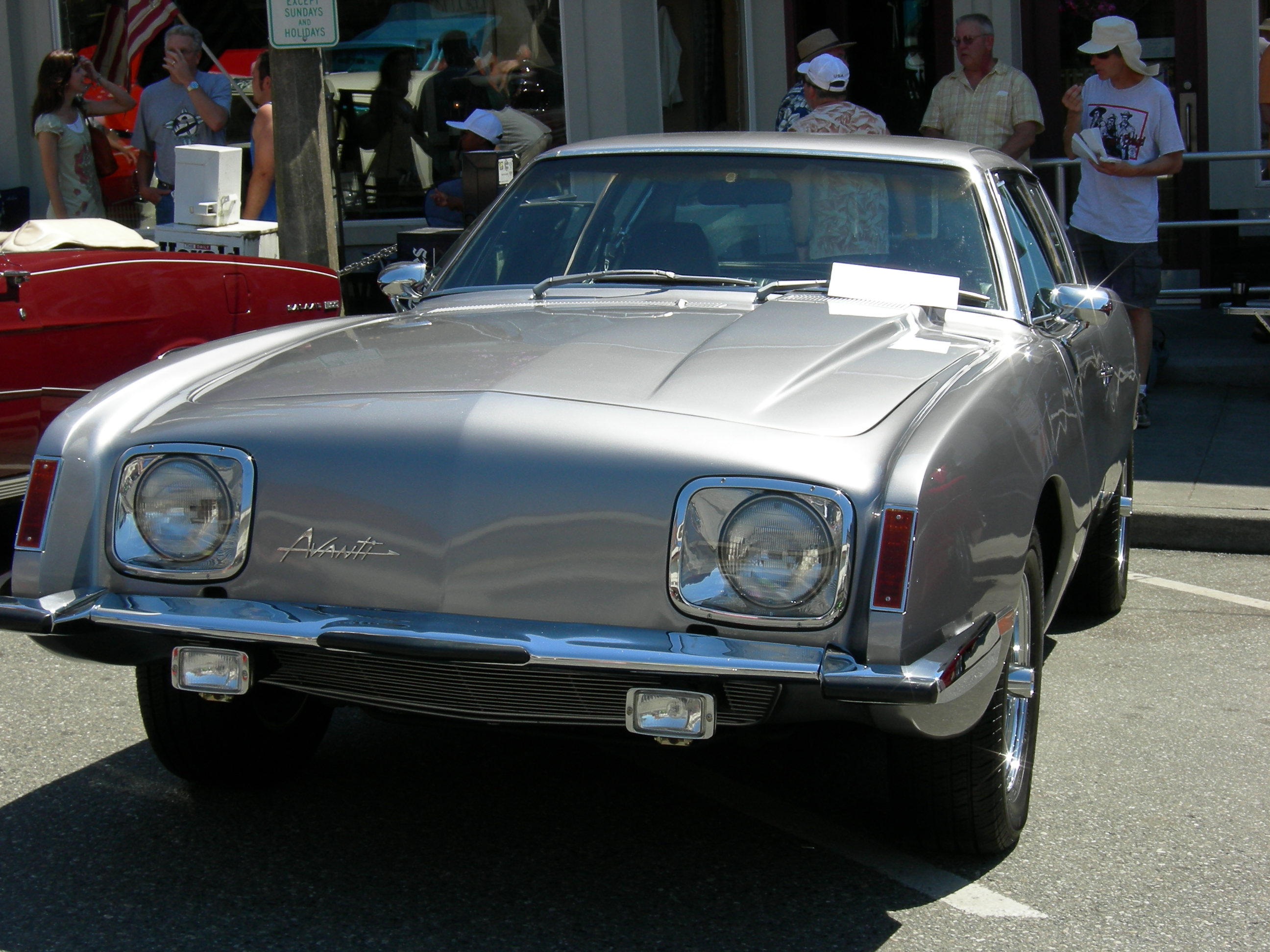
Studebaker Avanti, späte Serie mit eckigen Scheinwerfereinfassungen

Studebaker machte für den Avanti frühzeitig Werbung, und viele Interessenten platzierten Vorab-Bestellungen. Es kam allerdings zu Verzögerungen bei der Entwicklung, was sich negativ auf die Absatzzahlen auswirkte. Hauptursache für die Verzögerungen waren Probleme mit der Passgenauigkeit einiger Fiberglas-Karosserieteile; zudem erwies sich die Öffnung für die Heckscheibe als zu groß für die Scheibe. Das kam einigermaßen überraschend, hatte man die Fertigung der Karosseriepaneele doch an dieselbe Firma vergeben, die seit 1953 die Karosserien der Chevrolet Corvette herstellte. Am Ende war Studebaker gezwungen, die Paneele selbst anzufertigen – doch zu diesem Zeitpunkt hatten bereits viele Kunden ihre Bestellungen storniert.
Studebaker verzichtete beim Avanti auf die Kennzeichnung verschiedener Modelljahrgänge, sondern ließ vielmehr notwendige Änderungen in die laufende Serie einfließen. Frühe und späte Studebaker Avantis unterscheidet man am einfachsten anhand der Scheinwerferverkleidungen. Alle Avantis zwischen Juni 1962 und Juli 1963 besaßen runde Verkleidungen. Ab August 1963 kamen dann viereckige Verkleidungen zum Einsatz.
Im Dezember 1963 kündigte Studebaker an, dass man die Autoproduktion am Stammsitz in South Bend/Indiana einstellen und nur noch im kanadischen Hamilton produzieren werde. Zugleich fielen der Avanti, der Studebaker Hawk sowie sämtliche Pickups und Lastwagen aus dem Programm; in Kanada wurden noch eine Zeit lang Limousinen, Coupés und Kombis gebaut.
Studebaker stellte bis zur Einstellung des Avanti 4643 Exemplare her. Dem letzten Avanti, einem weißen R-3 mit allen Extras, legten Studebaker-Mitarbeiter einen Brief bei, in dem sie den zukünftigen Besitzer über den historischen Stellenwert des Wagens informierten.
Studebaker überlebte noch zwei Jahre und stellte in Kanada die Modelle Commander, Daytona und Cruiser mit General-Motors-Aggregaten her.

## Avanti II

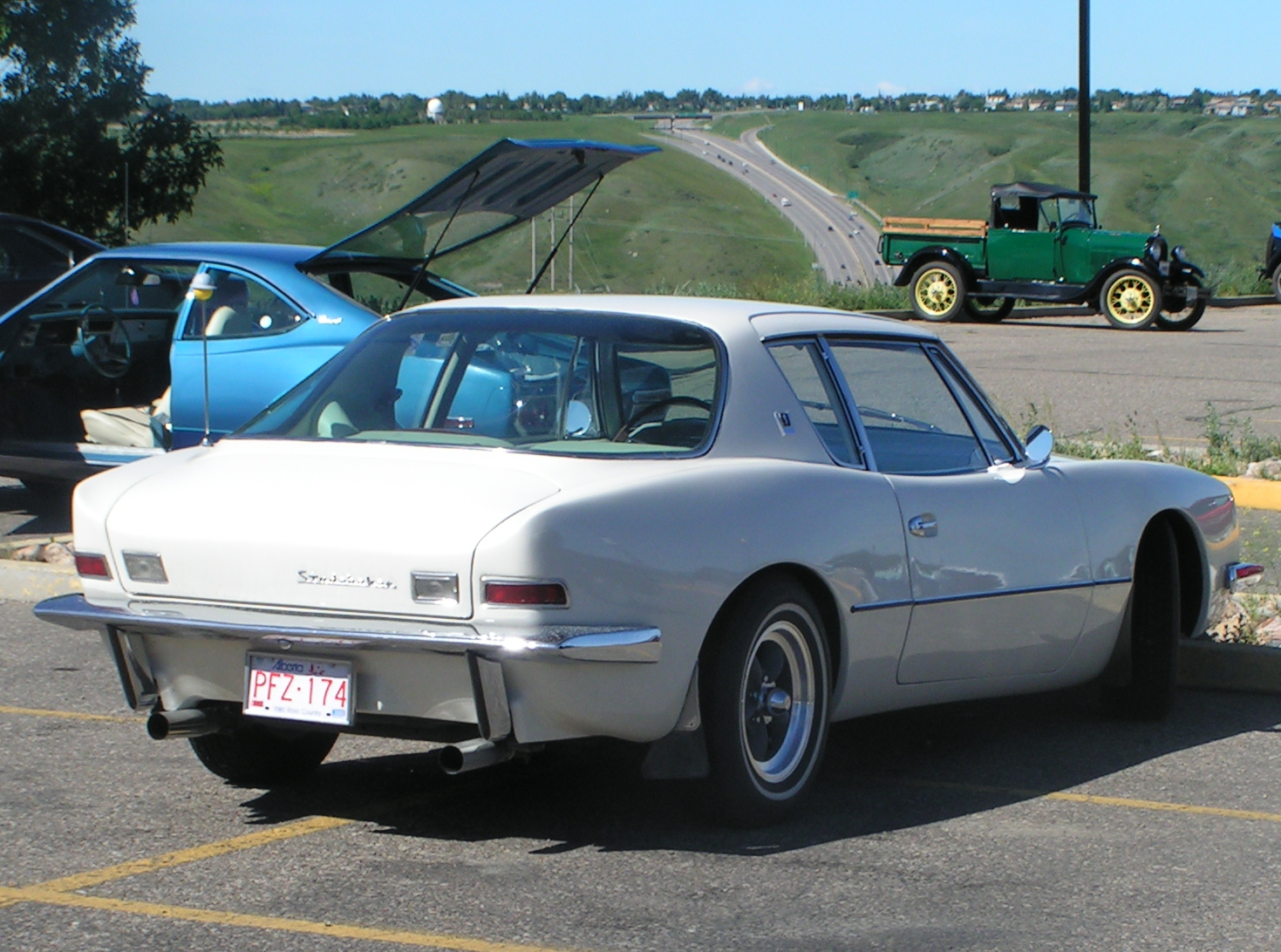
Schmale Rückleuchten: Heckpartie eines Avanti II aus den 1970er Jahren

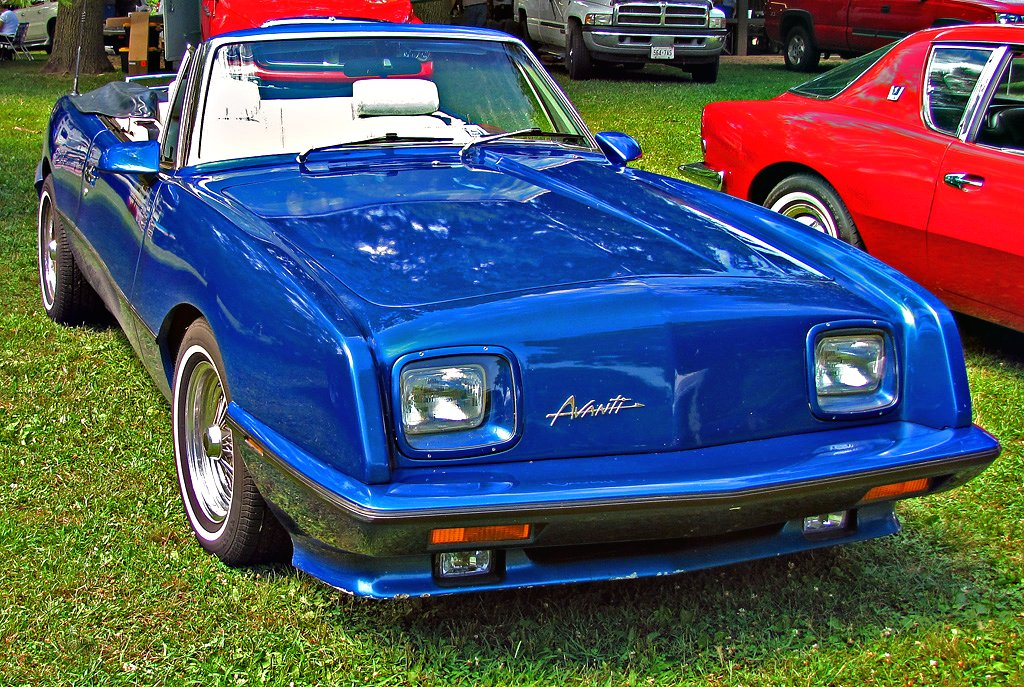
Ein spätes Avanti II-Cabriolet

Nach der Aufgabe der Produktion im Studebaker-Werk in South Bend erwarben zwei Studebaker-Händler, Nate Altman und Leo Newman, die Rechte am Namen Avanti sowie sämtliche noch vor Ort vorhandenen Werkzeuge, Gussformen, Avanti-Teile usw. und einen Teil der ehemaligen Studebaker-Fabrik, um die Fertigung des Avanti fortzuführen. Dazu gründeten sie das Unternehmen Avanti Motor Corporation. Altman und Newman wandten sich zuerst an die Firma Checker, bekannt für den Bau der Checker-Taxis, um die Möglichkeiten abzuklären, den Avanti dort herzustellen; Firmeninhaber David Markin soll aber geantwortet haben, er habe an einem "hässlichen Auto" wie dem Avanti kein Interesse. In der Folge nahmen Altman und Newman die Sache selbst in die Hand und heuerten zahlreiche ehemalige Studebaker-Mitarbeiter an, die fortan den Avanti II in Handarbeit bauten; bis Anfang der 1980er Jahre entstanden jährlich etwa 150–250 Exemplare.
Allerdings kam nun nicht mehr der Studebaker-V8, sondern ein Achtzylinder aus der Chevrolet Corvette zur Verwendung, zunächst der 5,4-Liter-, später der 5,7-Liter-, der 6,6-Liter- und schließlich der Fünfliter-V8.
Nach dem Tod von Altman und Newman übernahm der Grundstücksmakler und Avanti-Kunde Stephen Blake die Firma. Blake machte 1986 Pleite, und die Firma ging in die Hände Michael Kellys über. 1987 wurde die Fertigung nach Ohio verlagert. Das neue Modell basierte nun auf der Plattform des Chevrolet Camaro/Pontiac Firebird, wodurch auch Viertürer- und Cabriolet-Versionen möglich wurden. Es gab eine Reihe von Designänderungen, zu denen auch breite und in Wagenfarbe lackierte Stoßstangen gehörten.

## Ein neuer Avanti und Ende
Tom Kellogg, der einst zur Gruppe um Raymond Loewy gehörte und am Entwurf des ursprünglichen Studebaker Avanti mitgewirkt hatte, wurde in den späten 1990er Jahren beauftragt, den Avanti zu überarbeiten. Das AVX bezeichnete neue Design wurde von der Firma Avanti Motor Corporation seit 2001 gebaut, ab 2004 lieferte Ford die Plattform und offenbar auch den 4,6-Liter-V8 mit 227 kW (304 PS). Für 2006 kündigte die Firma zusätzlich einen Avanti mit Vierliter-V6 (210 PS) und eine Kompressorvariante des 4,6-Liter mit 348 kW (467 PS) an. Die Preise begannen bei 62.000 Dollar. 2006 wurde die Produktion nach Cancún in Mexiko verlagert. 2006 oder Anfang 2007 endete die Produktion. 2008 wurde das Unternehmen aufgelöst.

## Trivia
Zu den Prominenten, die einen Avanti ihr eigen nannten, zählen:
- Shirley Bassey, Sängerin
- Dick Van Dyke, Entertainer
- Ian Fleming, Schriftsteller
- Frank Sinatra, Sänger/Entertainer
- Gene Siskel, Filmkritiker
- Johnny Carson, Fernseh-Showmaster
- DeForest Kelley, Schauspieler
- Alice Cooper, Musiker